# Neuchâtel Xamax Football Club 2002-2003
Questa voce raccoglie le informazioni riguardanti il Neuchâtel Xamax Football Club nelle competizioni ufficiali della stagione 2002-2003.

## Stagione
Nella stagione 2002-2003 il Neuchatel Xamax, allenato da Claude Ryf, concluse il campionato di Lega Nazionale A al 6º posto. Il Neuchatel Xamax concluse il girone di play-off al 3º posto.

## Rosa
| N. |                         | Ruolo | Calciatore       |
| -- | ----------------------- | ----- | ---------------- |
| 1  | Svizzera (bandiera)     | P     | Patrick Bettoni  |
| 2  | Argentina (bandiera)    | D     | Miguel Portillo  |
| 5  | Svizzera (bandiera)     | D     | Steve von Bergen |
| 6  | Senegal (bandiera)      | D     | Kader Mangane    |
| 7  | RD del Congo (bandiera) | A     | Mobulu M'Futi    |
| 8  | Svizzera (bandiera)     | C     | André Wiederkehr |
| 9  | Brasile (bandiera)      | A     | Leandro          |
| 11 | Svizzera (bandiera)     | A     | Alexandre Rey    |
| 12 | Svizzera (bandiera)     | C     | Roland Bättig    |
| 14 | Svizzera (bandiera)     | D     | Eddy Barea       |
| 16 | Portogallo (bandiera)   | A     | Bruno Valente    |
| 19 | Svizzera (bandiera)     | D     | Pascal Oppliger  |

| N. |                      | Ruolo | Calciatore       |
| -- | -------------------- | ----- | ---------------- |
| 23 | Svizzera (bandiera)  | P     | Florent Delay    |
| 28 | Svizzera (bandiera)  | C     | Raphaël Nuzzolo  |
| 30 | Svizzera (bandiera)  | P     | Gabriel Wüthrich |
| 22 | Svizzera (bandiera)  | D     | Remo Buess       |
| 13 | Svizzera (bandiera)  | D     | Jérôme Schneider |
| 15 | Svizzera (bandiera)  | C     | Alex Da Silva    |
| 17 | Marocco (bandiera)   | C     | Salah Khlifi     |
| 24 | Svizzera (bandiera)  | C     | Maxime Sanou     |
| 10 | Camerun (bandiera)   | C     | Augustine Simo   |
| 3  | Svizzera (bandiera)  | C     | Dorjee Tsawa     |
| 20 | Argentina (bandiera) | A     | Leandro D'Amico  |

## Organigramma societario
Area tecnica
- Allenatore: Claude Ryf
- Allenatore in seconda:
- Preparatore dei portieri:
- Preparatori atletici:

## Calciomercato

### Sessione estiva
| Acquisti | Acquisti | Acquisti | Acquisti |
| R.       | Nome     | da       | Modalità |
| -------- | -------- | -------- | -------- |

| Cessioni | Cessioni | Cessioni | Cessioni |
| R.       | Nome     | a        | Modalità |
| -------- | -------- | -------- | -------- |

### Sessione invernale
| Acquisti | Acquisti | Acquisti | Acquisti |
| R.       | Nome     | da       | Modalità |
| -------- | -------- | -------- | -------- |

| Cessioni | Cessioni | Cessioni | Cessioni |
| R.       | Nome     | a        | Modalità |
| -------- | -------- | -------- | -------- |

## Risultati

### Lega Nazionale A

#### andata
| Arbitro: | Circhetta |

|              |           |             |
| Rey 62’, 77’ | Marcatori | 20’ Baumann |

| Arbitro: | Etter |

|              |           |             |
| Barberis 14’ | Marcatori | 72’ Leandro |

| Arbitro: | Nobs |

|             |           |           |
| Leandro 33’ | Marcatori | 74’ Naldo |

| Arbitro: | Wildhaber |

|                             |           |  |
| Melunovic 59’ de Napoli 90’ | Marcatori |  |

| Arbitro: | Salm |

|         |           |                                                    |
| Rey 87’ | Marcatori | 15’ Núñez 31’ Baturina 59’, 65’ Barijho 90’ Petrić |

| Arbitro: | Bertolini |

|  |           |           |
|  | Marcatori | 83’ Ojong |

| Arbitro: | Etter |

|             |           |             |
| Berisha 80’ | Marcatori | 72’ Leandro |

| Arbitro: | Circhetta |

|          |           |  |
| Simo 87’ | Marcatori |  |

| Arbitro: | Meßner |

|                                 |           |                  |
| Keller 40’ Keita 58’ Tarone 90’ | Marcatori | 48’, 68’ Leandro |

| Arbitro: | Beck |

|                     |           |                 |
| Rey 48’ Leandro 71’ | Marcatori | 65’ (rig.) Frei |

| Arbitro: | Rogalla |

|  |           |             |
|  | Marcatori | 71’ Leandro |

#### ritorno
| Arbitro: | Circhetta |

|          |           |             |
| Rama 25’ | Marcatori | 69’ Leandro |

| Arbitro: | Petignat |

|             |           |              |
| Leandro 48’ | Marcatori | 82’ Barberis |

| Arbitro: | Etter |

|                        |           |             |
| Sutter 33’ Fabinho 58’ | Marcatori | 36’ Leandro |

| Arbitro: | Rutz |

|                             |           |            |
| Zambaz 53’ Rey 62’ Simo 84’ | Marcatori | 25’ Seoane |

| Arbitro: | Petignat |

|                                         |           |  |
| Eduardo 2’ Núñez 15’, 90’ Tararache 78’ | Marcatori |  |

| Arbitro: | Salm |

|                      |           |             |
| Selimi 45’ Ojong 47’ | Marcatori | 28’ Leandro |

| Arbitro: | Beck |

|                                      |           |               |
| Leandro 32’ (rig.) Rey 65’ Buess 78’ | Marcatori | 43’ Chapuisat |

| Arbitro: | Meier |

|  |           |                        |
|  | Marcatori | 28’ Wiederkehr 56’ Rey |

| Arbitro: | Petignat |

|              |           |                                |
| Rey 38’, 43’ | Marcatori | 9’ (aut.) von Bergen 35’ Akalé |

| Arbitro: | Rutz |

|                 |           |             |
| Frei 37’ (rig.) | Marcatori | 40’ Leandro |

| Arbitro: | Busacca |

|                                  |           |                        |
| Leandro 18’ Simo 88’ Valente 90’ | Marcatori | 20’ Di Jorio 84’ Brand |

### Play-off

#### andata
| Arbitro: | Leuba |

|                                |           |         |
| Buess 74’ Simo 79’ Mangane 90’ | Marcatori | 10’ Tum |

| Arbitro: | Rutz |

|           |           |             |
| Yasar 90’ | Marcatori | 89’ Valente |

| Arbitro: | Schoch |

|                                 |           |  |
| Rey 45’, 59’ Leandro 73’ (rig.) | Marcatori |  |

| Arbitro: | Meier |

|                                                |           |         |
| Chapuisat 15’ Bettoni 25’ (aut.) Petrosyan 38’ | Marcatori | 43’ Rey |

| Ginevra 5 aprile 2003, ore 19:30 CEST 5ª giornata | Servette  | 0 – 0 referto | Neuchâtel Xamax | Stade de Genève (6 127 spett.)\| Arbitro: \| Bertolini \| |
| Arbitro:                                          | Bertolini |               |                 |                                                           |

| Arbitro: | Beck |

|           |           |  |
| M'Futi 5’ | Marcatori |  |

| Arbitro: | Etter |

|  |           |              |
|  | Marcatori | 14’ Castillo |

#### ritorno
| Arbitro: | Rutz |

|                            |           |                     |
| Schwegler 65’ Baturina 90’ | Marcatori | 6’ Oppliger 45’ Rey |

| Arbitro: | Petignat |

|                   |           |         |
| Streller 43’, 55’ | Marcatori | 23’ Rey |

| Arbitro: | Meier |

|         |           |                                 |
| Rey 37’ | Marcatori | 43’ Londono 45’ Diogo 65’ Kader |

| Arbitro: | Wildhaber |

|                      |           |  |
| Simo 50’ Leandro 77’ | Marcatori |  |

| Arbitro: | Circhetta |

|                 |           |             |
| Lustrinelli 25’ | Marcatori | 45’ Leandro |

| Arbitro: | Schoch |

|                       |           |  |
| Portillo 30’ Simo 54’ | Marcatori |  |

| Arbitro: | Nobs |

|                           |           |  |
| Huggel 18’, 37’ Rossi 46’ | Marcatori |  |

## Statistiche

### Statistiche di squadra
| Competizione     | Punti | In casa | In casa | In casa | In casa | In casa | In casa | In trasferta | In trasferta | In trasferta | In trasferta | In trasferta | In trasferta | Totale | Totale | Totale | Totale | Totale | Totale | DR |
| Competizione     | Punti | G       | V       | N       | P       | Gf      | Gs      | G            | V            | N            | P            | Gf           | Gs           | G      | V      | N      | P      | Gf     | Gs     | DR |
| ---------------- | ----- | ------- | ------- | ------- | ------- | ------- | ------- | ------------ | ------------ | ------------ | ------------ | ------------ | ------------ | ------ | ------ | ------ | ------ | ------ | ------ | -- |
| Lega Nazionale A | 31    | 11      | 6       | 3       | 2       | 19      | 16      | 11           | 2            | 4            | 5            | 11           | 17           | 22     | 8      | 7      | 7      | 30     | 33     | -3 |
| Play-off         | -     | 7       | 5       | 0       | 2       | 12      | 5       | 7            | 0            | 4            | 3            | 6            | 12           | 14     | 5      | 4      | 5      | 18     | 17     | +1 |
| Totale           | 31    | 18      | 11      | 3       | 4       | 31      | 21      | 18           | 2            | 8            | 8            | 17           | 29           | 36     | 13     | 11     | 12     | 48     | 50     | -2 |

### Andamento in campionato
| Giornata  | 1 | 2 | 3 | 4 | 5 | 6  | 7  | 8  | 9  | 10 | 11 | 12 | 13 | 14 | 15 | 16 | 17 | 18 | 19 | 20 | 21 | 22 |
| --------- | - | - | - | - | - | -- | -- | -- | -- | -- | -- | -- | -- | -- | -- | -- | -- | -- | -- | -- | -- | -- |
| Luogo     | C | T | C | T | C | C  | T  | C  | T  | C  | T  | T  | C  | T  | C  | T  | T  | C  | T  | C  | T  | C  |
| Risultato | V | N | N | P | P | P  | N  | V  | P  | V  | V  | N  | N  | P  | V  | P  | P  | V  | V  | N  | N  | V  |
| Posizione | 4 | 3 | 4 | 7 | 9 | 10 | 10 | 10 | 10 | 11 | 6  | 7  | 7  | 9  | 7  | 9  | 9  | 8  | 7  | 8  | 8  | 6  |

Legenda:

Luogo: C = Casa; T = Trasferta. Risultato: V = Vittoria; N = Pareggio; P = Sconfitta.

### Statistiche dei giocatori
| E. Barea      | 21 | 0  | 3 | 1 |
| P. Bettoni    | 19 | 0  | 2 | 0 |
| R. Buess      | 22 | 1  | 3 | 0 |
| R. Bättig     | 19 | 0  | 4 | 0 |
| L. D'Amico    | 5  | 0  | 0 | 0 |
| F. Delay      | 3  | 0  | 0 | 0 |
| S. Khlifi     | 5  | 0  | 0 | 0 |
| L. Leandro    | 21 | 14 | 2 | 0 |
| M. M'Futi     | 20 | 0  | 3 | 0 |
| K. Mangane    | 13 | 0  | 4 | 0 |
| R. Nuzzolo    | 0  | 0  | 0 | 0 |
| P. Oppliger   | 13 | 0  | 1 | 0 |
| M. Portillo   | 20 | 0  | 3 | 1 |
| A. Rey        | 22 | 9  | 2 | 0 |
| M. Sanou      | 9  | 0  | 0 | 0 |
| J. Schneider  | 9  | 0  | 0 | 0 |
| A. Silva      | 4  | 0  | 2 | 0 |
| A. Simo       | 20 | 3  | 2 | 0 |
| D. Tsawa      | 4  | 0  | 0 | 0 |
| B. Valente    | 12 | 1  | 2 | 0 |
| A. Wiederkehr | 15 | 1  | 4 | 0 |
| C. Wittl      | 11 | 0  | 0 | 1 |
| G. Wüthrich   | 1  | 0  | 0 | 0 |
| S. Zambaz     | 9  | 1  | 2 | 0 |
| S. von Bergen | 21 | 0  | 0 | 0 |